# Baktakék
Baktakék ist eine ungarische Gemeinde im Kreis Encs im Komitat Borsod-Abaúj-Zemplén.

## Geografische Lage
Baktakék liegt in Nordungarn, 34 Kilometer nordöstlich des Komitatssitzes Miskolc, acht Kilometer nordwestlich der Kreisstadt Encs, an dem Fluss Vasonca. Nachbargemeinden im Umkreis von vier Kilometern sind Alsógagy, Beret und Fancsal.

## Sehenswürdigkeiten
- Reformierte Kirche
- Griechisch-katholische Kirche Urunk Mennybemenetele, erbaut 1816–1820 im spätbarocken Stil

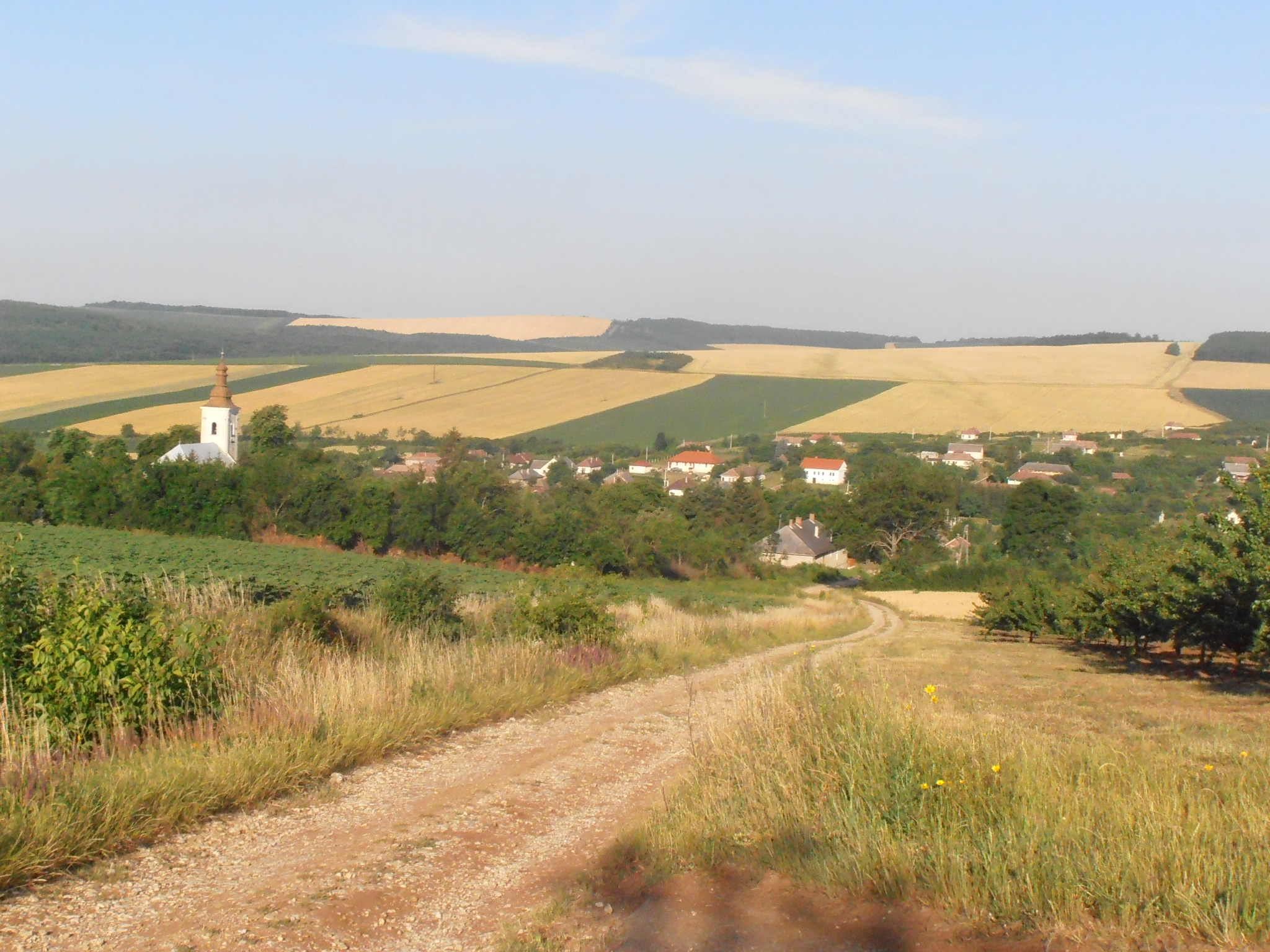
Blick auf Baktakék
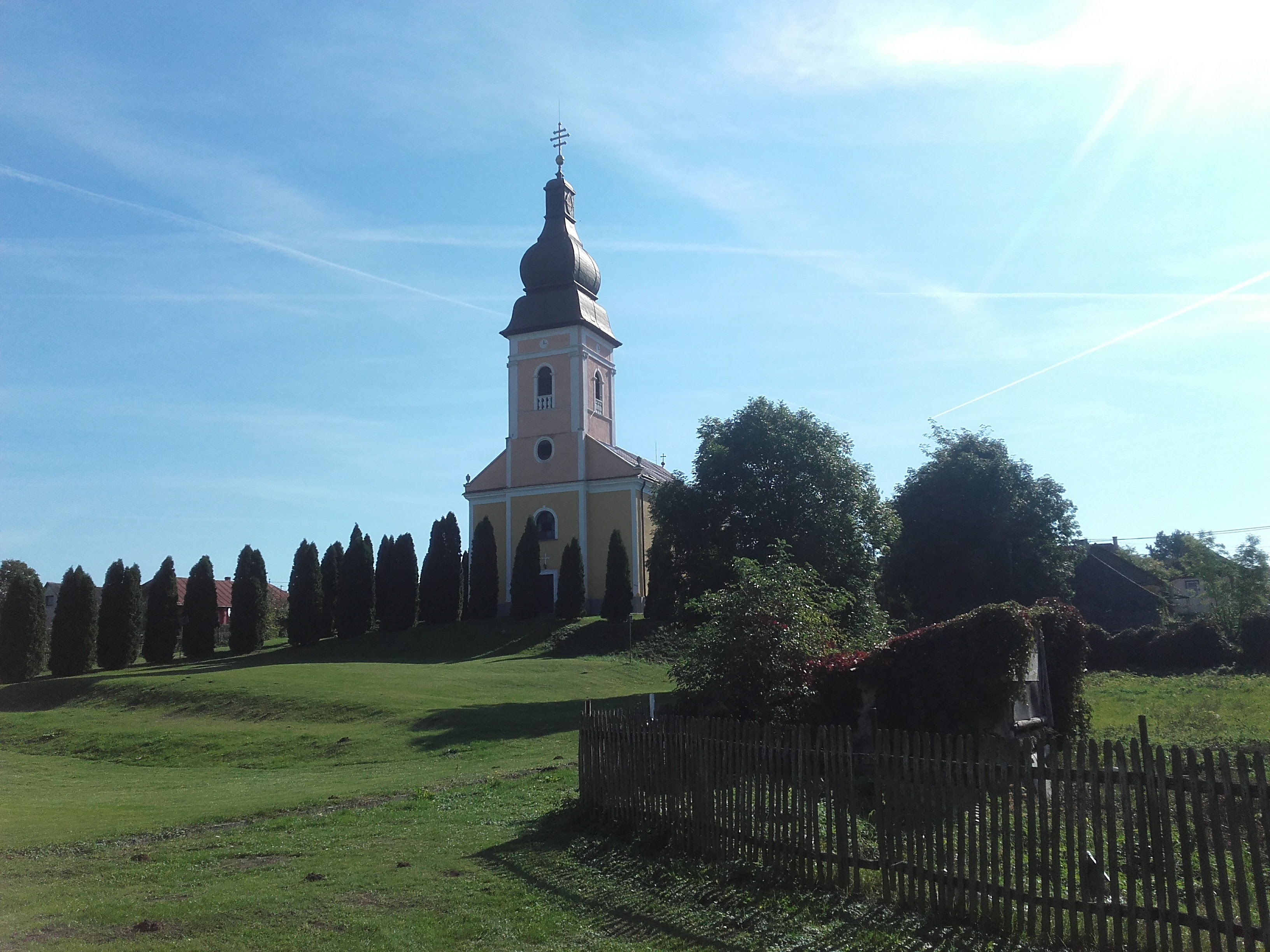
Griechisch-katholische Kirche Urunk Mennybemenetele
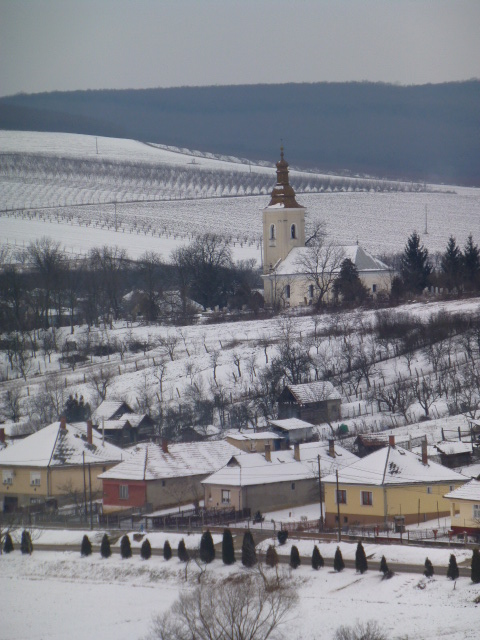
Baktakék im Winter

## Verkehr
In Baktakék treffen die Landstraße Nr. 2623, Nr. 2624 und Nr. 2625 aufeinander. Es bestehen Busverbindungen über Fancsal und Forró nach Encs, nach Alsógágy sowie über Beret, Detek, Rásonysápberencs, Léh und Kázsmárk nach Halmaj. Der nächstgelegene Bahnhof befindet sich südöstlich in Forró-Encs.